# Supersypnoides lucida
Supersypnoides lucida là một loài bướm đêm trong họ Noctuidae.